# North-East Region (Singapur)
Die North-East Region (oder Nordost) ist eine der fünf Regionen des Stadtstaates Singapur. Sie hatte 2019 922.980 Einwohner (nur Wohnbevölkerung). Die Region ist die drittbevölkerungsreichste und hat die höchste Bevölkerungsdichte der fünf Regionen, wobei Hougang 2018 das bevölkerungsreichste Stadtviertel und Seletar das regionale Zentrum war. Die Region umfasst sieben Planungsgebiete und ist größtenteils eine Wohnregion mit 217.120 Wohnungen (Stand 2015). Wie der Name schon sagt, befindet sie sich im Nordosten Singapurs.

## Planungsgebiete
- Ang Mo Kio
- Hougang
- North-Eastern Islands
- Punggol
- Seletar
- Sengkang
- Serangoon

## Wirtschaft

### Seletar
In der Region befindet sich der Seletar Aerospace Park, in dem sich mehrere Produktions- und Forschungseinrichtungen für die Luftfahrt befinden, die Unternehmen wie Rolls-Royce, Pratt & Whitney und Singapore Technologies Aerospace gehören. Auf diese Weise könnte die Luftfahrtindustrie in Singapur von Changi aus expandieren. Dies macht sie zu einer wichtigen Luftfahrt- und Handelszone im Osten des Landes. Innerhalb der Region befinden sich auch mehrere Industriegebiete. Im Bereich des Seletar Aerospace Park waren Verteidigungsanlagen wie das Seletar Camp zusammen mit dem Flughafen Seletar vorhanden. Im Seletar Camp befindet sich auch die HQ Army Combat Engineers Group.
Um das Land für die Sanierung freizugeben, wurden die Army Combat Engineers Group und ihre Untereinheiten auf einem 30 Hektar großen Gelände zusammengefasst und das Haupttor in die St. Martin Lane verlegt. Im Juni 2012 schloss DSTA die Entwicklung des Standorts ab und erreichte durch sorgfältige Planung eine deutliche Intensivierung. Das Ergebnis war die Konsolidierung von Verwaltungs-, Schulungs-, Wartungs- und Freizeiteinrichtungen sowie der Unterkunft, die ursprünglich in den niedrigen Gebäuden untergebracht war. Um die Anzahl der Gebäude zu minimieren, wurden Einrichtungen mit starken funktionalen Beziehungen und kompatiblen Gebäudefunktionen zusammen untergebracht, 170 alte Gebäude wurden zusammen mit dem alten medizinischen Zentrum zu 25 neuen mehrstöckigen Einrichtungen zusammengefasst und diese wurden entlang des ursprünglichen östlichen Lagers von verteilt Seletar. Das Lager wurde derzeit auf 30 Hektar reduziert.
Im Mai 2006 stellte die Regierung von Singapur zusammen mit dem Economic Development Board (EDB) und der JTC Corporation den Plan eines neuen Luft- und Raumfahrtparks vor. Die Entscheidung wurde getroffen, als die Luft- und Raumfahrtindustrie in Singapur ein steigendes Wachstumspotenzial und auch eine starke Nachfrage nach luftfahrtbezogenen Dienstleistungen verzeichnete. Die JTC Corporation wurde gebeten, in Absprache mit anderen Regierungsbehörden die Masterplanung und Infrastrukturverbesserungen für den Seletar Aerospace Park durchzuführen. Die Entwicklung des neuen Luft- und Raumfahrtzentrums wird voraussichtlich mindestens 10 Jahre lang den Landbedarf der Branche decken. Der Masterplan wurde am 26. Juni 2007 angekündigt. Die neue Straße wurde zuerst fertiggestellt, Seletar West Link, gefolgt von der Eröffnung des Seletar Aerospace Drive nach dem wirtschaftlichen Abschwung im Jahr 2009.

### North-Eastern Islands
Von touristischer Bedeutung sind die North-Eastern Islands, welche als eine der letzten Orte des Landes einen ländlichen Charakter haben und über unberührte Natur verfügen. Die Touristeninsel umfasst die Pulau Ubin und Coney Island.

## Politik
Politisch ist der Nordosten Singapurs der interessanteste Teil, in dem sowohl die Regierungs- als auch die Oppositionspartei im Parlament vertreten sind. PAP vertritt Pasir Ris-Punggol GRC unter Teo Chee Hean sowie Ang Mo Kio GRC unter Lee Hsien Loong.
Vor 2001 waren alle Sengkang und Punggol sowie die Hälfte der Hougang ab 1988 Teil des Cheng San GRC, der sich aus den fünf heute nicht mehr existierenden Stationen (Jalan Kayu, Paya Lebar, Punggol, Serangoon Gardens) zusammensetzt und Upper Serangoon.
Die vorgelagerte Insel Coney Island (Pulau Serangoon) wurde nach längerem Dienst in der Region Changi von 1955 bis 1997 von der East Coast GRC nach Pasir Ris-Punggol GRC verlegt, bevor sie 2015 in East Coast GRC (Siglap) aufgenommen wurde.
Sengkang GRC wurde im Jahr 2020 mit der wachsenden Bevölkerung von Sengkang gegründet. Es wurde durch die Fusion von Punggol East SMC, Sengkang West SMC und Sengkang Central Teil des Pasir Ris-Punggol GRC gebildet. Punggol East wurde von 2013 bis 2015 einst von der Arbeiterpartei dominiert.
Die Arbeiterpartei vertritt Hougang und Serangoon für die Aljunied GRC unter Low Thia Khiang. Low Thia Khiang verließ Hougang SMC, um vor den Wahlen 2011 gegen Aljunied GRC anzutreten (und sich später selbst zu wählen). Er wurde durch Yaw Shin Leong ersetzt, einen weiteren WP-Kandidaten, der zuvor Ang Mo Kio GRC bei den Wahlen 2006 bestritt. Yaw blieb bis zu seinem Ausschluss aus der KEK der Partei Abgeordneter und trat im Februar 2012 wegen einer außerehelichen Affäre von seinem Sitz zurück. Png Eng Huat, ein Kandidat, dessen Teil des WP-Teams bei den Wahlen 2011 gegen die GRC an der Ostküste antrat, hatte diese Gemeinde seitdem vertreten, nachdem er im Mai 2012 seine Nachwahl gewonnen hatte.
Vor 2011 war Chiam See Tong in Potong Pasir unter der Singapore People’s Party und der Singapore Democratic Alliance in der Opposition präsent.

## Verkehr
Die North East Line führt bis nach Sengkang und Punggol an der Nordküste der Insel, führt aber selbst für die entschlossensten Reisenden nicht zu sehr interessanten Orten. Die Circle Line durchquert jedoch nur Teile von Bartley, Serangoon und Lorong Chuan. Das Sengkang LRT und das Punggol LRT sind die Zweige der Nordostlinie, die durch die Wohnsiedlungen führt.
Ab 2029 wird die neue MRT-Linie Cross Island Line durch die verbleibenden Teile von Serangoon North, Hougang, Defu, Elias, Riviera und Punggol führen.

## Bildung
Die Bewohner der Region haben Zugang zu verschiedenen Bildungseinrichtungen, die von Vorschulen bis zu Grund- und weiterführenden Schulen reichen, da sich diese in den verschiedenen Städten im Nordosten befinden. Hier befinden sich auch Einrichtungen wie das ITE College Central, das Nanyang Polytechnic, das Singapore Institute of Technology sowie die French School und die Global Indian International School.

## Galerie

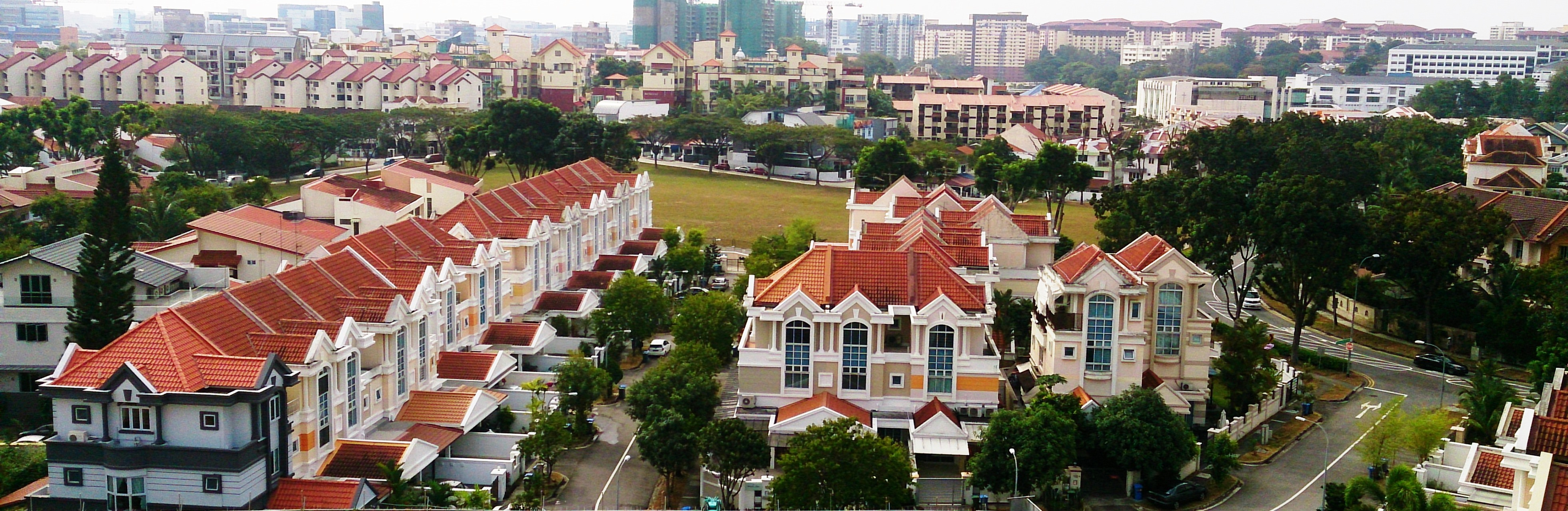
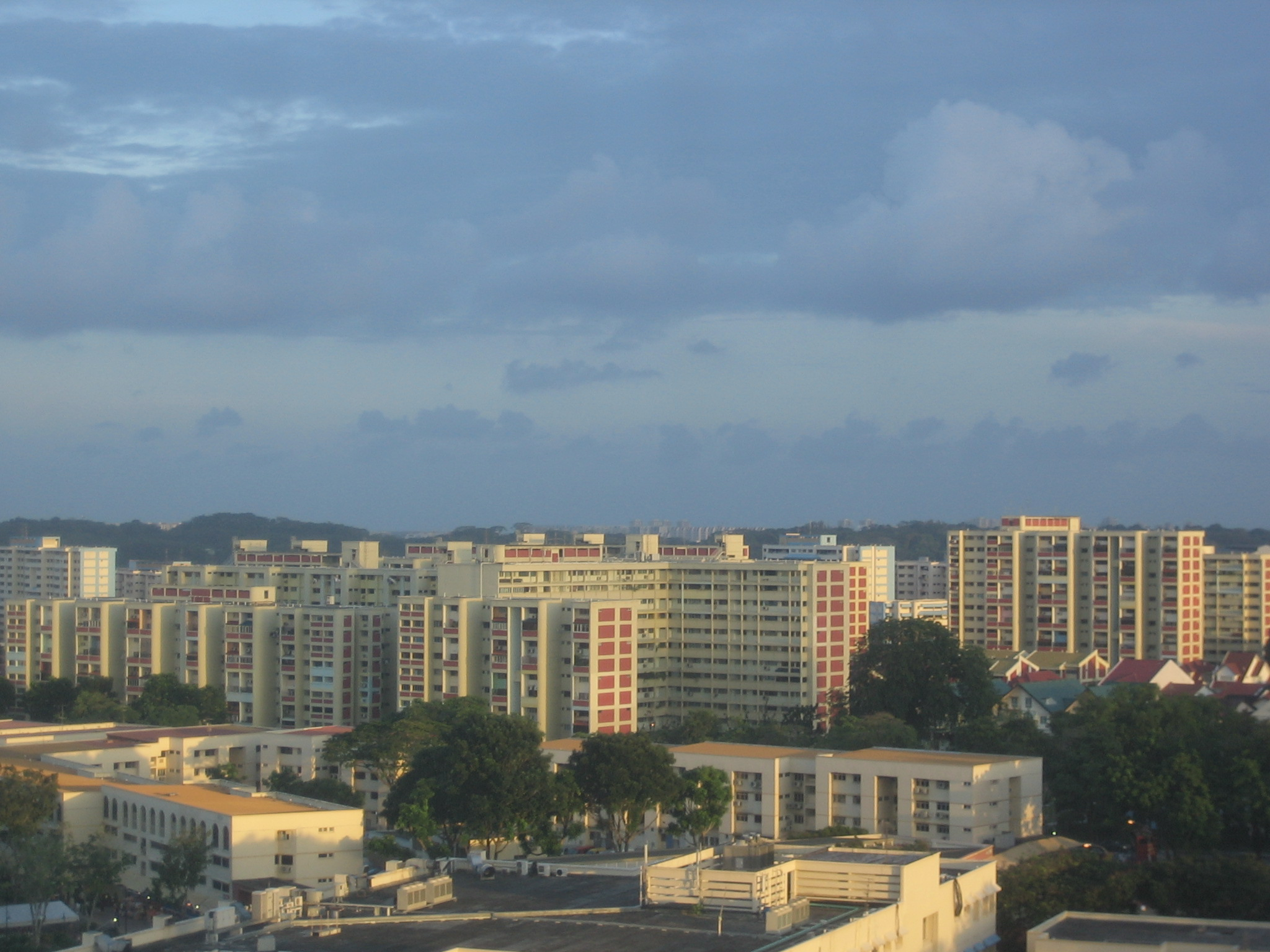
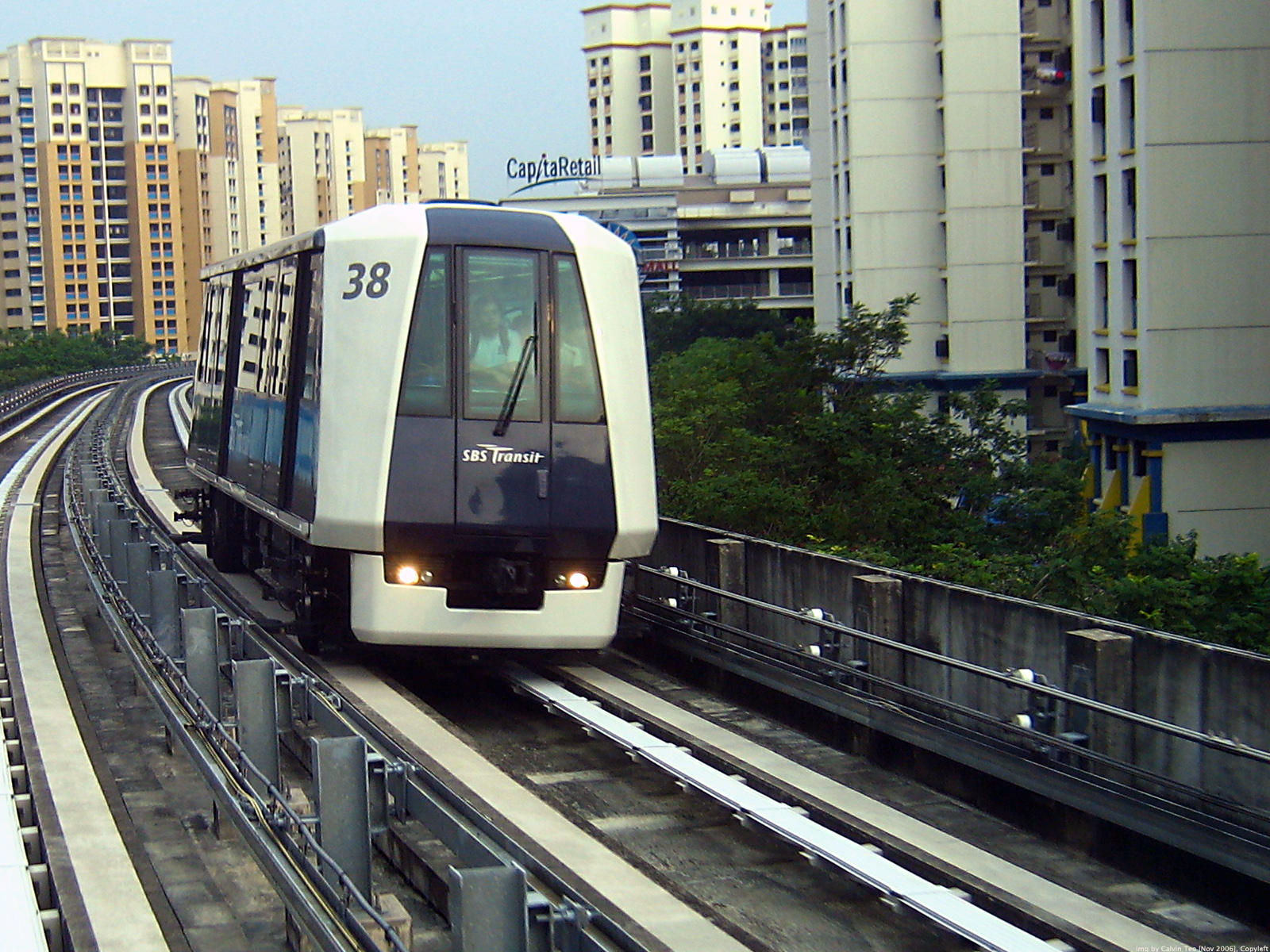
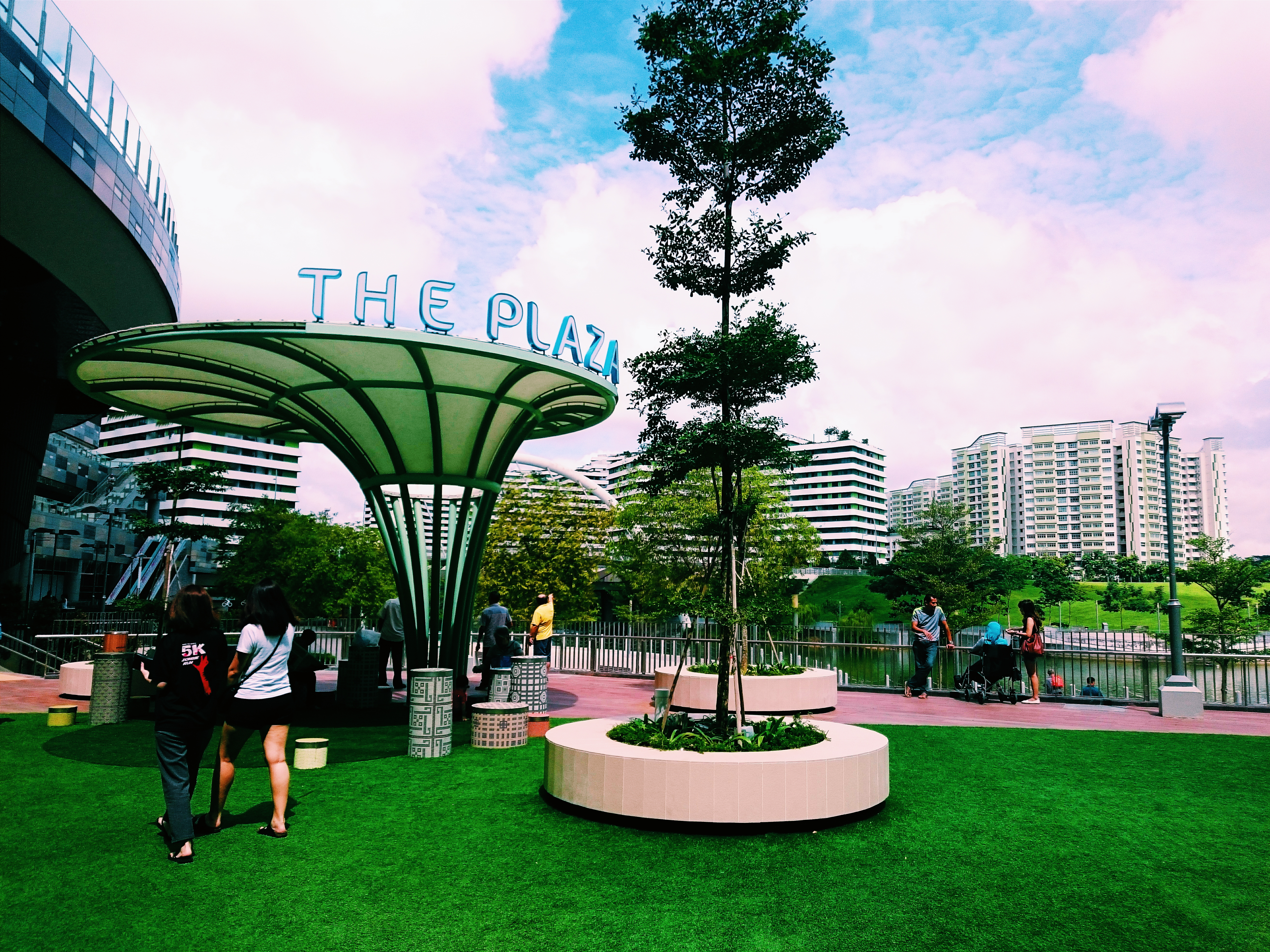
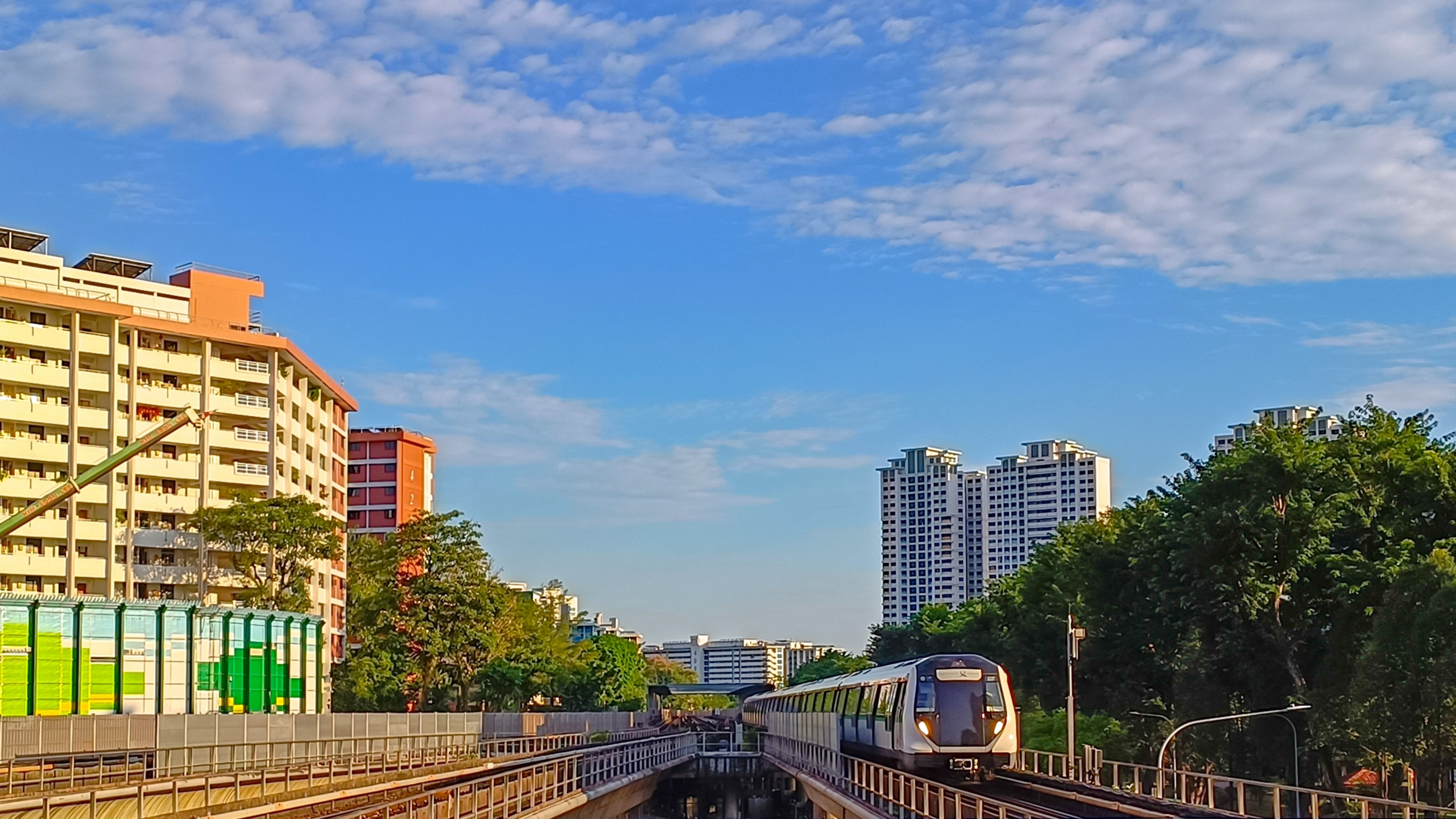
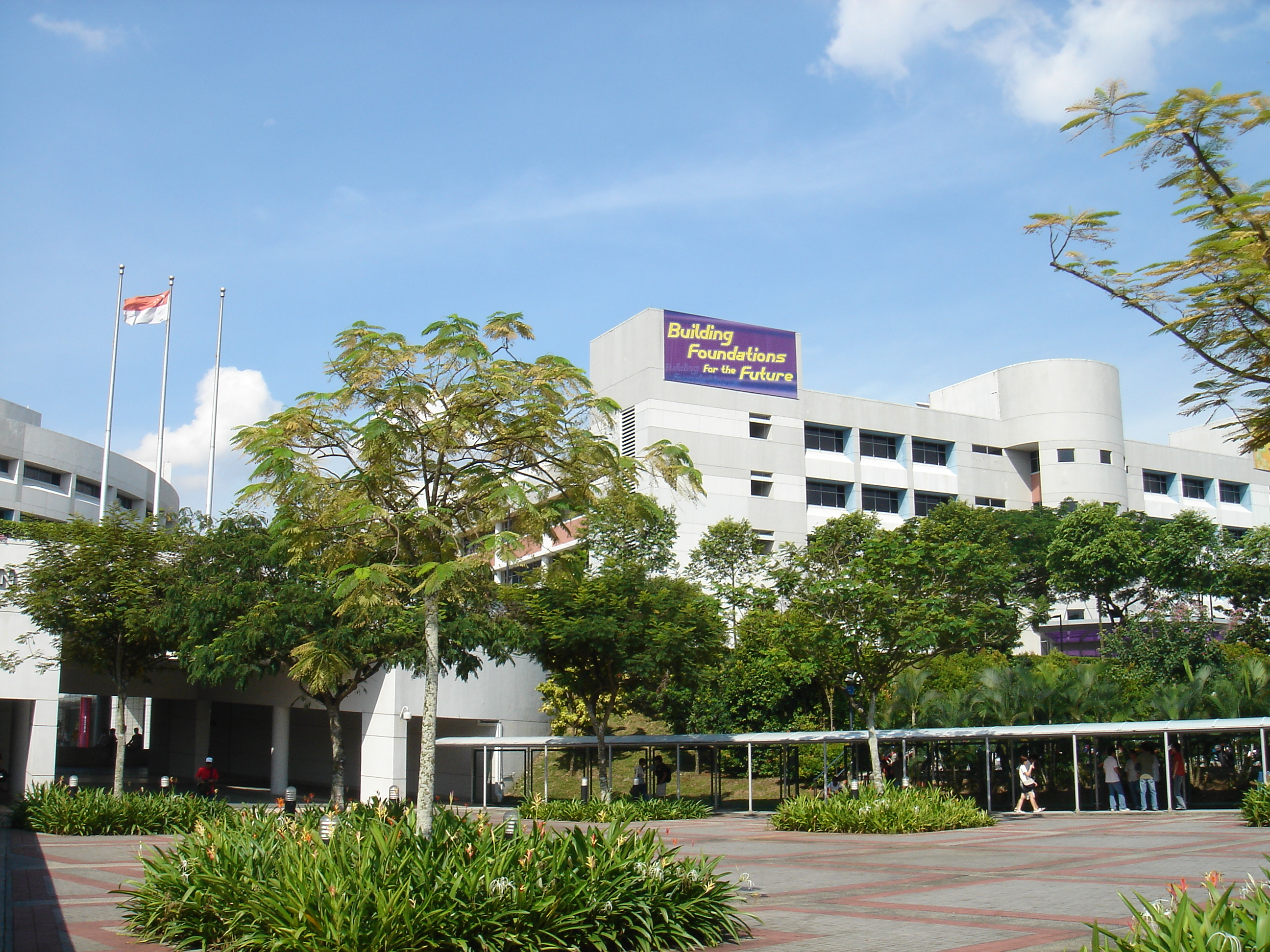